# 柯比·西蒙斯
柯比·乔丹·西蒙斯（英語：Kobi Jordan Simmons，1997年7月4日—）是一名美国职业篮球运动员，大学时期他曾经为亚利桑那大学野猫男子篮球队效力。

## 高中生涯

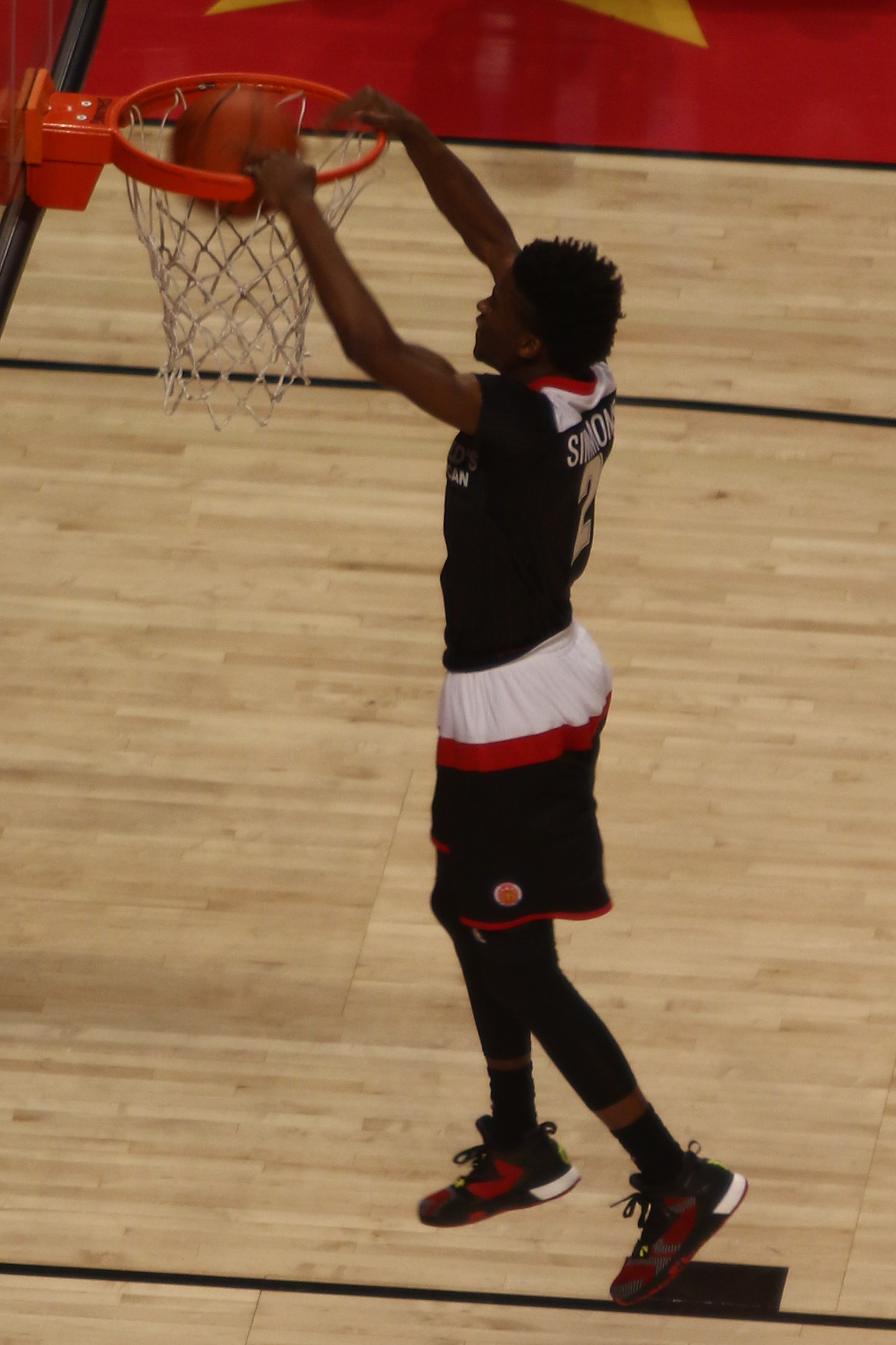
西蒙斯在2016年麥當勞高中全明星賽上扣球

西蒙斯在喬治亞州米爾頓的聖法蘭西斯高中上学。他入学第一年平均每场比赛他得分14.1分、助攻3.9次，射篮板球2.7次、抢球2.0次。2013年到14年二年级时他平均每场比赛得分17.4分、助攻4.8次、射篮板球3.5次。
三年级时西蒙斯在32场比赛中平均每场得分21.2分、助攻4.2次、篮板球2.9次。同年夏季西蒙斯参加在纽约布鲁克林区举办的2015年Under Armour精英24赛。此后他受邀参加其它训练营，比如愛迪達国家营和愛迪達欧洲营等。四年级时他的平均数为26.0分、4.0篮板球和4.0次助攻。在他的最后一场比赛中他一共得36分，在对米尔顿高中的半决赛里他进7个3分球。在整个高校生涯中西蒙斯使得圣法兰西斯高中一共赢100场，四次参加州冠军赛，赢得两次州冠军。2016年1月16日西蒙斯与亚利桑那大学签署合同。同月西蒙斯受邀参加麥當勞高中全明星賽。他在3月30日参加在芝加哥联合中心举办的比赛，赛中他得分12分、2次助攻、1次抢球，最后以114：107输给西部队。西蒙斯被定为五星级球员候选人，2016年被ESPN列在第20名。他也被亚特兰大宪法杂志选为年度球员。他在圣法兰西斯的号码不再被其他球员使用。

## 高校生涯
西蒙斯为野猫只效力了一个赛季。2016年11月11日西蒙斯得18分，这是十年内亚利桑那國家大學體育協會任何开始球员最高得得分数。以此他使得野猫在经典武装部队比赛中以65：63战胜名列第12名的密西根州立大学。2017年月21日西蒙斯得20分，射6个篮板球，5次助攻，以96：85战胜第三名加州大学洛杉矶分校。野猫队是2017年太平洋十二校聯盟男子篮球赛的第二种子队，在四分之一决赛中它战胜科罗拉多大学，在半决赛中它战胜加州大学洛杉矶分校。2017年3月11日西蒙斯和亚利桑那大学在决赛里以83：80战胜奧勒岡大學，获得联赛冠军。2017年NCAA第一级别比赛中野猫队是西部地区的第二种子队，它在第一轮里战胜北达科他大学，在第二轮里战胜加利福尼亞聖瑪麗學院，然后输给澤維爾大學。西蒙斯商场37次（其中19次从开局开始），他平均得分8.7分、射1.6次篮板球，助攻2.0次。他平均上场时间为23.5分钟。
2017年4月5日西蒙斯宣布他将跳过大学剩下的三年直接参加NBA的招募。

## 职业生涯
在2017年NBA的招募中西蒙斯落选，2017年7月1日他和孟菲斯灰熊签署了一份双向合同。西蒙斯是NBA历史上第一名正式签署双向合同的联赛球员。因此他必须把自己的参赛时间分在灰熊和灰熊的G联赛球队曼菲斯疾行两个球队上。他的第一场NBA比赛以95：104输给圣安东尼奥马刺。2018年8月28日灰熊没有延长西蒙斯的合同。
2018年9月14日西蒙斯和克里夫兰骑士签署合同。10月13日骑士废除合同。随后他加入骑士的NBA G联赛球队坎顿剑客。
2019年1月27日克里夫兰骑士与西蒙斯签署了一个十天合同，但是此后不久，2月4日没有再延长。
2019年9月16日夏洛特黄蜂宣布与西蒙斯签署合同。2019年10月20日夏洛特黄蜂宣布把西蒙斯的合同改为一个双向合同。
2024年9月3日，西蒙斯與特拉維夫馬卡比簽下季前賽合約，球隊擁有是否延長合約的選擇權。9月30日，特拉維夫馬卡比選擇不與西蒙斯延長合約。11月8日，中国男子篮球职业联赛浙江稠州宣布與西蒙斯簽約。2025年1月9日，由於兩個月保障合約到期，浙江稠州取消註冊西蒙斯，西蒙斯代表浙江稠州出賽17場，平均17.2分、3.9籃板、5.5助攻、1抄截。1月10日，浙江稠州重新註冊西蒙斯，參加2024-25賽季第二階段賽程。1月17日，浙江稠州表示西蒙斯的手腕有疼痛感，經醫院檢查並無大礙，暫不安排西蒙斯出賽。1月26日，浙江稠州取消註冊西蒙斯。